# Лаям Гордон (футболіст, 1999)
Лаям Спенсер Гордон (англ. Liam Spencer Gordon, нар. 15 травня 1999, Лондон) — гаянський футболіст, захисник клубу «Дагенем енд Редбрідж». Виступав, зокрема, за клуби «Дагенем енд Редбрідж», «Вайтгоук» та «Гендон», а також національну збірну Гаяни.

## Клубна кар'єра
Народився в бюро Кройдон, у південній частині Лондона. На дитячо-юнацькому рівні виступав за «Фулгем» та «Вімблдон», а на молодіжному рівні — за «Чарльстон Атлетик». Через величезну кількість травмованих гравців першої команди, дебютував у дорослому футболі у 16-річному віці. У січні 2016 року вийшов на поле в програному (1:7) поєдинку Дивізіону 1 зони «Південь» Істмійської ліги проти «Рамсгейта», проте у другому таймі цього матчу отримав видалення (друга жовта картка). Згодом приєднався до молодіжної академії «Дагенем енд Редбрідж», з яким 7 липня 2017 року підписав свій перший професіональний контракт. Сезон 2017/18 років розпочав в оренді у «Вайтгоуку» з Національної ліги Південь, де виступав протягом 3-х місяців (до листопада). У січні 2018 року разом з одноклубником Джо Вайтом перейшов у 1-місячну оренду до «Гендона» з Прем'єр-дивізіону Істмійської ліги.
Дебютував за першу команду «Дагенема» 19 квітня 2018 року в переможному (5:3) виїзному поєдинку проти «Гайзлі», в якому також відзначився другим голом свого клубу. По завершенні успішної для себе першої частини сезону, у лютому 2019 року підписав з клубом новий 1-річний контракт з можливістю продовження ще на один рік.

## Кар'єра в збірній
6 червня 2019 року дебютував у футболці національної збірної Гаяни, вийшовши у стартовому складі, у товариському поєдинку проти Бермуд. Після цього потрапив спочатку до попереднього списку з 40-а гравців, а згодом і в остаточний список з 23-х гравців, які поїхали для участі в Золотому кубку КОНКАКАФ 2019 року.

## Статистика виступів

### Клубна
Станом на 25 січня 2020
| Клуб                   | Сезон             | Ліга                     | Ліга  | Ліга | Кубок ФА | Кубок ФА | Кубок ФЛ | Кубок ФЛ | Інші  | Інші | Загалом | Загалом |
| Клуб                   | Сезон             | Дивізіон                 | Матчі | Голи | Матчі    | Голи     | Матчі    | Голи     | Матчі | Голи | Матчі   | Голи    |
| ---------------------- | ----------------- | ------------------------ | ----- | ---- | -------- | -------- | -------- | -------- | ----- | ---- | ------- | ------- |
| «Дагенем енд Редбрідж» | 2017–18           | Національна ліга         | 2     | 1    | 0        | 0        | —        | —        | 0     | 0    | 2       | 1       |
| «Дагенем енд Редбрідж» | 2018–19           | National League          | 34    | 2    | 1        | 0        | —        | —        | 2     | 0    | 37      | 2       |
| «Дагенем енд Редбрідж» | 2019–20           | National League          | 8     | 0    | 1        | 0        | —        | —        | 1     | 0    | 10      | 0       |
| «Дагенем енд Редбрідж» | Загалом           | Загалом                  | 44    | 3    | 2        | 0        | —        | —        | 3     | 0    | 49      | 3       |
| «Вайтгоук» (оренда)    | 2017–18           | Національна ліга Південь | 17    | 2    | —        | —        | —        | —        | —     | —    | 17      | 2       |
| «Гендон» (оренда)      | 2017–18           | Прем'єр-дивізіон ІЛ      | 3     | 0    | —        | —        | —        | —        | —     | —    | 3       | 0       |
| «Дартфорд» (оренда)    | 2019–20           | Національна ліга Південь | 10    | 0    | —        | —        | —        | —        | —     | —    | 10      | 0       |
| Усього за кар'єру      | Усього за кар'єру | Усього за кар'єру        | 74    | 5    | 2        | 0        | —        | —        | 3     | 0    | 79      | 5       |

1. 1 2  Матчі в Трофеї ФА

### У збірній
Станом на 10 вересень 2019
| Національна збірна | Рік     | Матчі | Голи |
| ------------------ | ------- | ----- | ---- |
| Гаяна              | 2019    | 5     | 0    |
| Загалом            | Загалом | 5     | 0    |